# Cleto Maule
Cleto Maule (Gambellara, 14 de março de 1931 - Ponta Marana, Olbia, Sardenha, 28 de julho de 2013) foi um ciclista italiano, que foi profissional entre 1954 e 1961. Era um ciclista combativo e lutador, bom rodador, mas pouco adapatado às subidas. Passou ao profissionalismo após ter ganhado o Grande Prêmio della Liberazione de amadores. 1955 foi o seu melhor ano desportivo ao ganhar dois das clássicas mais destacadas do calendário italiano: a Milano-Torino e o Giro de Lombardia. Anos seguintes não mostrou o nível de seu primeiro ano como profissional e só destaca uma etapa no Giro d'Italia de 1956.

## Palmarés
1954
- Grande Prêmio della Liberazione

1955
- Giro de Lombardia
- Milão-Turim

1956
- Giro dos Apeninos
- 1 etapa do Giro d'Italia
- 2º no Campeonato da Itália em Estrada

1957
- 1 etapa da Roma-Nápoles-Roma

1958
- Giro dos Apeninos

## Resultados em Grandes Voltas
| Carreira           | 1954 | 1955 | 1956 | 1957 | 1958 | 1959 | 1960 | 1961 |
| ------------------ | ---- | ---- | ---- | ---- | ---- | ---- | ---- | ---- |
| Giro d'Italia      | -    | Ab.  | 4º   | 17º  | 46º  | 63º  | 88º  | -    |
| Tour de France     | -    | -    | -    | -    | -    | -    | -    | -    |
| Volta a Espanha    | -    | -    | -    | -    | Ab.  | -    | -    | -    |
| Mundial em Estrada | -    | -    | 20º  | -    | -    | -    | -    | -    |